# Конотопська вулиця (Київ)
Коното́пська ву́лиця — вулиця в Голосіївському районі міста Києва, місцевість Добрий Шлях. Пролягає від Листопадної вулиці до вулиці Максима Рильського.
Прилучаються вулиці Чумацька, Добрий Шлях і Горяна.

## Історія
Вулиця виникла в 1-й половині XX століття, мала назву 30-та Нова. Сучасна назва — з 1944 року, на честь міста Конотоп Сумської області.
До 1941 року існувала Конотопська вулиця на Трухановому острові (знищена під час Другої світової війни).